# 安倍季雄
安倍季雄（あべ すえお、1880年9月7日 - 1962年12月19日）は、童話作家。
山形県出身。号は村羊。函館中学校（現北海道函館中部高等学校）卒。1908年時事新報社に入社、『少年』『少女』の編集主幹となりみずからも執筆する。1929年退社し、東京中央放送局『コドモ・テキスト』編集顧問となり、口演童話を開拓、大阪毎日新聞嘱託講師として全国各地に講演旅行する。1952年久留島武彦と全国童話人協会を設立し、のち2代委員長となる。

## 著書
- 『光栄の勝利 野球小説』春秋社 1915
- 『愛のふるさと』丁未出版社 1922
- 『野球ロマンスバツトの響』大阪屋号書店 1923
- 『第二野球ロマンスホームラン』大阪屋号書店 1924
- 『母のおもかげ』丁未出版社 1924
- 『本間光丘翁』編 贈正五位本間四郎三郎光丘頌徳会 1924
- 『花の咲くまで』丁未出版社 1925
- 『実になるまで』丁未出版社 1925
- 『海の王国』丁未出版社 1928
- 『旭はのぼる』中野正治絵 宝文館 1929
- 『輝く王冠』宝文館 1929
- 『幼年冒険小説集』宮地志行絵 国民図書 新日本少年文学全集 1929
- 『ムッソリニ』大阪宝文館 少年世界偉人読本 1930
- 『辻男爵と仁寿生命』仁寿生命保険 1935
- 『愛のゆりかご』家の教育社 子宝文庫 1936
- 『いぬはりこ』樫葉勇共編 家の教育社 1936
- 『お話のコツ』白鳥社 1936
- 『千本松ばら』家の教育社 子宝文庫 1936
- 『父の夢母の夢』家の教育社 子宝文庫 1936
- 『戦場の朝霧』家の教育社 子宝文庫 1937
- 『花ちる里』家の教育社 子宝文庫 1937
- 『まぼろしの城』家の教育社 子宝文庫 1937
- 『話のコツ』厚生閣 1939
- 『声なき万歳』大有社 1940
- 『男爵辻新次翁』編 仁寿生命保険 1940
  - 『男爵辻新次翁 伝記・辻新次』編 大空社 伝記叢書 1987
- 『家寶の日の丸 銃後美談』大日本雄辯會講談社 1941
- 『日本よい国』家の教育社 1941
- 『ほまれの君が代』鶴書房 1941
- 『将軍と兵卒』白林書房 1943
- 『雖為百姓不仕二君 お百姓仁義』北光書房 1943
- 『愛の一ばん星』林唯一絵 太和堂 1948
- 『愛のでんべそ 少年少女物語』一陽社 1948
- 『荒野の鬼火』一陽社 1948
- 『ちょうちん袋米 恩田木工ひぐらし硯物語』一陽社 1948
- 『名探偵邦夫少年』鶴書房 1948
- 『いのしし勘兵衛』上野省策絵 太和堂 1949
- 『巨竜と海賊』東京一陽社 1949
- 『偉人のあしあと』以文会 1951
- 『話のコツ 話・話題・話材』恒星社厚生閣 1952
- 『愛の童話選集』全3巻　恒星社厚生閣 1953-54
- 『続話のコツ (話材篇)』恒星社厚生閣 1955
- 『式辞挨拶座談のコツ 模範例と解説つき』東都書房 実用選書 1957

## 注
1. ↑  日本人名大辞典
2. ↑  20世紀日本人名事典